# Nella fantasia
Nella fantasia è un brano musicale italiano basato sul tema di Gabriel's Oboe dal film Mission, composto da Ennio Morricone e scritto da Chiara Ferraù.

## Storia
Nella fantasia apparve per la prima volta sull'album Eden di Sarah Brightman, nel 1998. In seguito, nel 1999, Philip Anderson scrisse che il brano era ispirato dalla colonna sonora del film The Mission, e che Brightman aveva chiesto il permesso a Morricone di inserire anche il testo.
È possibile che Brightman abbia scritto il testo della canzone in inglese e che sia stato tradotto in italiano da Ferraù. In seguito, le note del successivo album di Brightman The Very Best of 1990–2000 (2001), in cui è contenuto anche il brano, indicano come compositori della canzone Berta Ferraud ed Ennio Morricone
Alcuni anni più tardi il brano verrà ripreso dal gruppo musicale Il Divo, inserito nel loro omonimo album (2004), da Amici Forever sul loro album Defined (2005) e da Garðar Thór Cortes sull'album Cortes (2007), confermando che il testo della canzone è stato scritto da Chiara Ferraù
Secondo FPWeb, un sito dedicato al compositore e produttore discografico tedesco Frank Peterson, Chiara Ferraù scrisse il testo in italiano per gli album Eden e La Luna di Sarah Brightman.

## Interpretazioni
Questo brano è stato interpretato da numerosi artisti e gruppi, tra i quali citiamo:
- Sarah Brightman
- Amici Forever
- Celtic Woman
- Garðar Thór Cortes
- Il Divo
- The Celtic Tenors
- Katherine Jenkins
- Russell Watson
- Forte
- Summer Watson
- Susanna Rigacci
- Desire Capaldo
- Kane Alexander sul suo album di debutto nel 2006
- Paul Potts sul suo album One Chance nel 2007
- Ricardo Marinello sul suo album di debutto “The Beginning” nel 2007
- Choi Sung-bong in album di debutto nel 2011
- Hayley Westenra in album Paradiso nel 2011
- Jackie Evancho quando era undicenne in album Dream with Me nel 2011
- Barbara Padilla nel 2015
- Park Ki Young in album ‘A Primeira Festa’ nel 2015
- Natalie Di Luccio nel 2016
- Amira Willighagen nel 2016
- Nathan Pacheco in album ‘Higher’ nel 2017
- Laura Giordano (soprano) in vari concerti
- The Tenors in album "Under One Sky"
- Il Volo con Andrea Griminelli
- Forestella nell'album "The Forestella" nel 2021